# Vuelo 2801 de Vnukovo Airlines
El vuelo 2801 de Vnukovo Airlines fue un vuelo chárter internacional desde el aeropuerto Internacional de Vnukovo en Moscú, Rusia al aeropuerto de Svalbard en Longyearbyen, Svalbard, Noruega.
A las 10:22:23 (hora de verano de Europa Central) del 29 de agosto de 1996, un Túpolev Tu-154M que operaba este vuelo se estrelló en Operafjellet, Svalbard, durante la aproximación al aeropuerto de Svalbard, Longyear. Las 141 personas (11 miembros de la tripulación y 130 pasajeros, de los cuales 3 eran niños) a bordo del avión murieron, lo que lo convirtió en el accidente de aviación más mortal jamás registrado en Noruega. El accidente fue el resultado de una serie de pequeños errores de navegación que provocaron que la aeronave se encontrara a 3,7 kilómetros (2,3 mi; 2,0 nmi) de la línea central de aproximación en el momento del impacto.
El avión de Vnukovo Airlines, número de registro RA-85621, había sido fletado por Arktikugol, una empresa minera de carbón de propiedad estatal rusa, para transportar a trabajadores rusos y ucranianos a su ciudad Pyramiden en Svalbard. Todos los pasajeros pertenecían a las comunidades rusas de Barentsburg y Pyramiden. El accidente fue una de las causas que contribuyeron al cierre de Pyramiden por Arktikugol dos años después. El accidente fue investigado por la Junta de Investigación de Accidentes de Noruega con la asistencia del Comité Interestatal de Aviación y se conoció como accidente de Operafjell (en noruego: Operafjell-ulykken). Luego del accidente, hubo una serie de juicios para determinar las indemnizaciones a los familiares de las víctimas.

## Tripulación y pasajeros
El vuelo 2801 fue un vuelo fletado por Vnukovo Airlines en nombre de Arktikugol, que operaba minas en las dos ciudades de la compañía de Barentsburg y Pyramiden en Svalbard. La aeronave era un Túpolev Tu-154M, con matrícula RA-85621, y número de serie 86A 742. Su fecha de fabricación fue el 14 de enero de 1987. La tripulación de vuelo estaba formada por el capitán Evgeny Nikolaevich Nikolaev (44), primer oficial Boris Fedorovich Sudarev (58), navegante Igor Petrovich Akimov (50), ingeniero de vuelo Anatoly Matveevich Karapetrov (38), cinco tripulantes de cabinay dos técnicos. El capitán había aterrizado previamente en el aeropuerto de Svalbard; el primer oficial no lo había hecho.
A bordo iban 130 pasajeros, que consistían en empleados de Arktikugol y sus familias, tres de los cuales eran niños. En el aeropuerto esperaban el vuelo de regreso otros 120 empleados y sus familias. El avión salió del aeropuerto de Vnukovo a las 04:44 UTC (08:44 MSD). El tiempo estimado de vuelo fue de tres horas y media, y los aeropuertos alternativos fueron el aeropuerto de Murmansk y el de Severomorsk-3, ambos en Murmansk Oblast. El vuelo prosiguió normalmente hasta el descenso, siguiendo la ruta W 29 de Moscú a Padun (al oeste de Murmansk), antes de cruzar a la región de información de vuelo de Bodø sobre el mar de Barents navegando en FL 350 a una velocidad aérea promedio de 500 kilómetros por hora (310 mph). Luego procedió sobre balizas no direccionales sobre Bjørnøya, Isfjorden y Adventdalen.
El aeropuerto de Svalbard, Longyear, es el principal aeropuerto del archipiélago de Svalbard. Está ubicado en la costa sur de Isfjorden, con terreno alto al sur, sureste y este. Tiene una única pista 10/28 de 2.140 metros de largo (7.020 pies), que corre aproximadamente de este a oeste. El aeropuerto tiene una elevación de 28 metros (92 pies) sobre el nivel medio del mar (MSL) y tiene un servicio de información de vuelo de aeródromo (AFIS), que está subordinado al Centro de control de tráfico aéreo de Bodø (Bodø ATCC). El aeropuerto se considera no controlado y no ofrece servicio de aproximación.
Ese día, todas las aeronaves habían utilizado la pista 28 debido a las condiciones favorables del viento, las condiciones de ascenso y la corta distancia de la terminal. El clima en el área del accidente estuvo dominado por una vaguada de baja presión , lo que provocó lluvias y vientos de 15 a 30 nudos (28 a 56 km / h; 17 a 35 mph) a 240-270°. La visibilidad excedió los 10 kilómetros (6.2 mi; 5.4 nmi). Entre las 08:00 y las 09:00, pasó una depresión débil, lo que redujo la visibilidad a seis kilómetros (4 millas) y una base de nubes de 400 a 450 metros (1300 a 1500 pies).

## Accidente

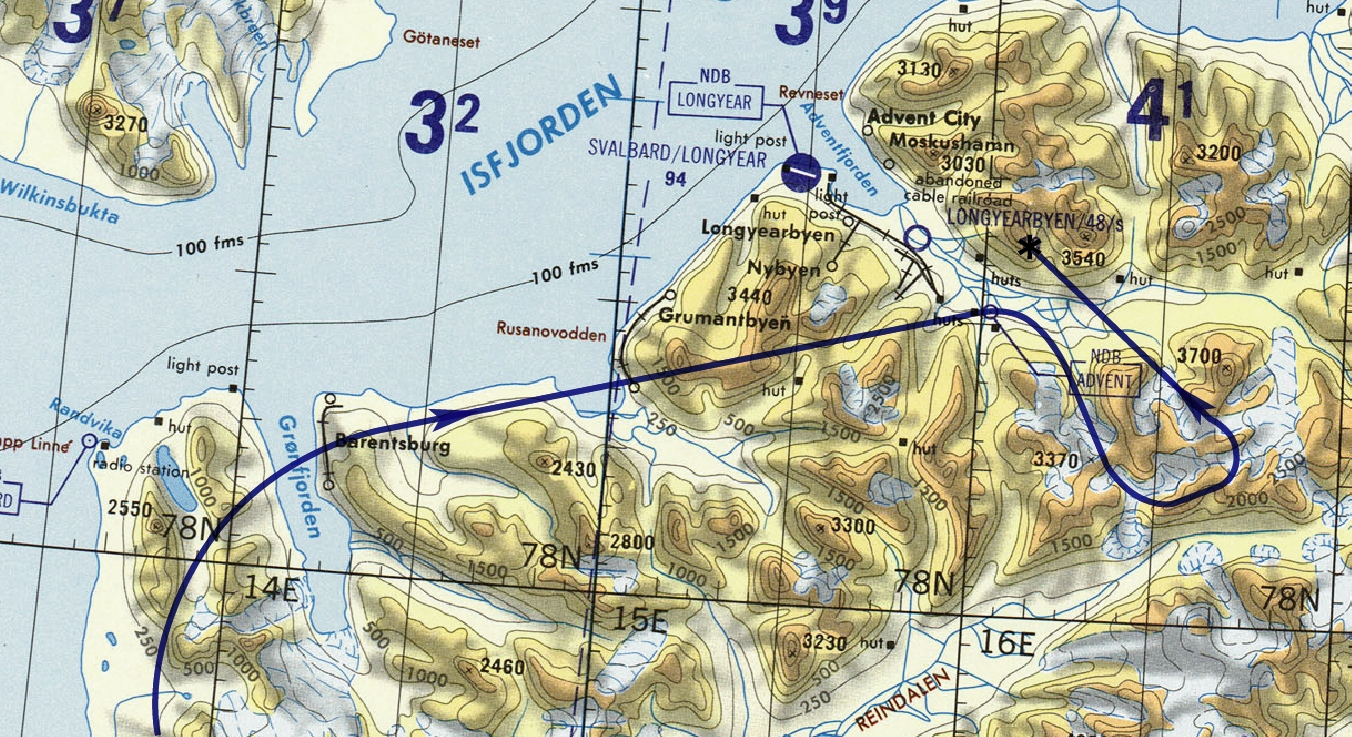
Ruta de vuelo y ubicación del accidente del Tu-154.

A las 07:55 UTC (09:55 hora local de verano de Europa Central, CEST), la tripulación solicitó autorización para iniciar el descenso. Debido a la falta de comunicación con Bodø ATCC, esto no se obtuvo. A las 07:56, se dio información de Longyear AFIS de que no había tráfico conflictivo, lo que permitió un descenso a 1.800 metros (6.000 pies) MSL. La tripulación intentó solicitar el uso de la Pista 10, pero esto fue, debido a problemas de idioma, que AFIS no entendió como tal. En cambio, Longyear comunicó el clima real e informó que la pista 28 estaba en uso. Nuevamente no se entendió una solicitud adicional para el uso de la pista 10, debido al malentendido del término "pista en uso". Debido a esto, la tripulación decidió utilizar la pista 28.
La tripulación utilizó cartas Jeppesen con fecha del 21 de enero de 1994. Según los procedimientos, ambos indicadores de situación horizontal (HSI) se establecieron en 283°, pero no se estableció el rumbo del localizador magnético de 300 °. Se utilizó un sistema de posicionamiento global (GPS) como respaldo. No se realizaron solicitudes de radiogoniometría VHF. Desde los 3.000 metros (10.000 pies) MSL hasta el impacto, el vuelo se realizó en condiciones meteorológicas instrumentales (IMC) y el vuelo controlado por modo de estabilización automática, con navegación lateral controlada por el navegador.
A las 08:10 UTC, la aeronave alcanzó los 1.524 metros (5.000 pies) MSL, que es la altitud mínima para Advent y la altitud de aproximación inicial. A las 08:15:32 UTC, llegó a Advent y entró en un giro base, alcanzando un rumbo magnético de 160° a las 08:16:28 UTC. Si bien la tripulación se había ajustado a la deriva del viento, no intentaron interceptar el curso magnético 155° saliendo de Advent. Durante este giro, hubo un mal funcionamiento en el mecanismo de trimado eléctrico, lo que provocó que el piloto de pilotaje desactivara el servoequipo de los sistemas de control de vuelo de la aeronave en el canal de cabeceo a las 08:15:58. Esto se activó nuevamente a las 08:16:42 UTC.
A las 08:17:08 UTC, la tripulación inició el giro para llevar la aeronave a 300° de entrada magnética, sin embargo, la desviación lateral del curso magnético de salida fue de 155°, o 3,7 kilómetros (2,3 mi; 2,0 nmi) hacia la izquierda. A las 08:17:57 UTC, el navegante dijo "Ah, a lo largo de ocho millas 2801 de entrada", a lo que AFIS respondió dos segundos después "Correcto". Esta fue la última comunicación por radio entre la tripulación y Longyear. A las 08:18:30 UTC, el piloto de pilotaje apagó el canal de paso del piloto automático. Durante el resto del vuelo, el avión continuó con piloto automático solo en rollo.
Después de que la aeronave pasara por la línea central del localizador y despegara en 290°, hubo una discusión entre la tripulación si el viraje se había realizado en el momento adecuado. El primer comentario sobre esto fue hecho por el primer oficial a las 08:19:06 UTC. Esto resultó en un giro hacia la aproximación final y un giro correctivo al rumbo magnético de 306°. En este momento, la aeronave estaba a 27,4 millas náuticas (50,7 km; 31,5 millas) del aeropuerto y a 2,8 kilómetros (1,7 millas; 1,5 millas náuticas) a la derecha de la línea central a 1.520 metros (5.000 pies) MSL con una velocidad aérea de 330 kilómetros por hora. (210 mph). En lugar de interceptar la línea central, el equipo continuó siguiendo por el lado derecho, casi en paralelo al curso del localizador.
A las 08:20:17 UTC, el piloto al mando ordenó que la aeronave virara a 291°, lo que ajustado a la deriva dio como resultado un rumbo cercano a los 300°. En este momento, la aeronave tenía una desviación lateral de la línea central de aproximación de 3,7 kilómetros (2,3 millas). El avión comenzó a descender a las 08:20:24 UTC. Se realizó un giro correctivo a las 08:21:13 UTC y se completó 11 segundos más tarde con un rumbo magnético de 300 °. En ese momento, la aeronave descendía de 5 a 7 metros por segundo (16 a 23 pies/s). La aeronave comenzó a girar a la izquierda a las 08:22:05 UTC e inmediatamente entró en un área de turbulencia creada por las montañas circundantes.
Durante la aproximación inicial, la advertencia del radioaltímetro se había activado varias veces, lo que indicaba menos de 750 metros (2.460 pies) desde la aeronave al terreno. Durante la aproximación final, el sistema de advertencia de proximidad al suelo se activó nueve segundos antes del impacto, que duró hasta el impacto. Seis segundos antes del impacto, se activó la advertencia del radio altímetro. A las 08:22:23 UTC (10:22:23 CEST local), el avión chocó con la parte superior de Operafjellet a 907 metros (2976 pies) de elevación, ubicado a 14,2 kilómetros (8,8 millas) del aeropuerto de Svalbard y 3,7 kilómetros (2,3 millas) a la derecha de la línea central de aproximación. La aeronave fue destruida y todos sus ocupantes fallecieron. Es el accidente aéreo más mortífero que ha ocurrido en suelo noruego.

## Recuperación

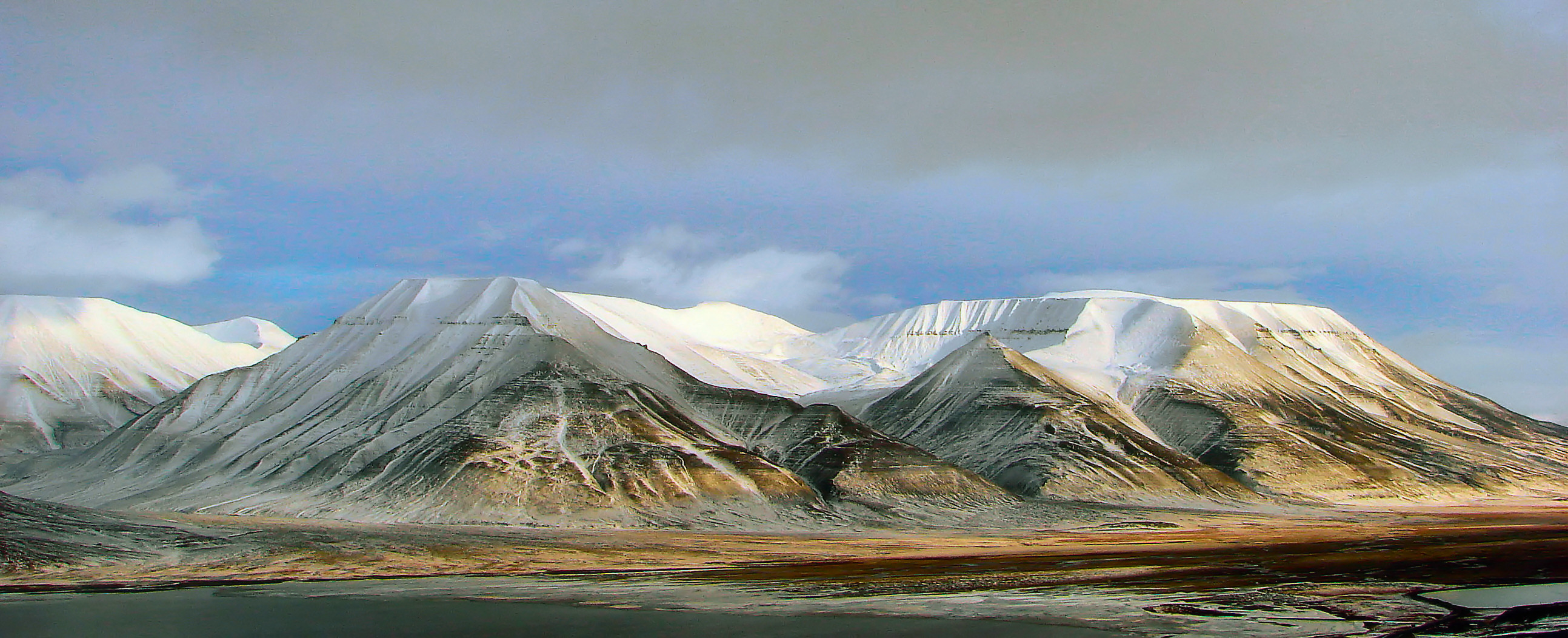
Adventfjorden con Operafjellet, el lugar del accidente, al fondo.

El Centro de Coordinación de Rescate Conjunto del Norte de Noruega recibió un mensaje sobre el accidente a las 10:30 CEST (8:30 UTC) y el servicio de búsqueda y rescate se desplegó de inmediato. Esto incluyó siete aviones noruegos que estaban en el área. El área tenía mal tiempo con una baja altura de nubes, lo que resultó en condiciones de búsqueda difíciles. La aeronave fue encontrada a las 12:06 CEST en Operafjellet, a 14 kilómetros (8,7 millas) al este del aeropuerto de Svalbard. La mayor parte de la aeronave estaba ubicada en la meseta de la montaña , aunque algunos escombros se habían deslizado por un acantilado vertical y estaban esparcidos a lo largo del valle y parcialmente cubiertos por una avalancha. Trabajadores de rescate y médicos del Hospital Longyearbyen llegó a las 12:36 y rápidamente estableció que no había sobrevivientes.
La responsabilidad de la recuperación se transfirió al gobernador de Svalbard el 30 de agosto, ya que no hubo supervivientes. Además, el personal policial del continente fue trasladado a Svalbard para trabajar en la investigación y recuperación. El trabajo fue complementado por voluntarios locales. Debido al mal tiempo, que incluía niebla y nieve, a menudo era imposible transportar trabajadores a la meseta, por lo que se inició el trabajo en el valle.
La gobernadora Ann-Kristin Olsen viajó a Barentsburg el 30 de agosto para informar a las comunidades sobre el accidente y distribuyó amplia información por escrito en ruso sobre los detalles conocidos sobre el accidente. Más tarde en el día, un avión ruso llegó con el viceministro Aleksandr Petrovich del Ministerio de Situaciones de Emergencia junto con un equipo de 11 trabajadores de rescate y representantes del Comité Interestatal de Aviación (IAC), la Embajada de Ucrania en Moscú, el Federal Air Agencia de transportey Vnukovo Airlines. En una reunión de esa noche, el gobernador aceptó la asistencia rusa, mientras que se confirmó por acuerdo internacional que la investigación estaría a cargo de las autoridades del país donde ocurrió el accidente, Noruega. El 31 de agosto, la ministra de Justicia Grete Faremo visitó los asentamientos rusos como representante del Gobierno de Noruega.
El accidente tuvo un gran impacto en la comunidad, con solo 1.600 personas viviendo en los dos asentamientos rusos. La población de las comunidades no habla noruego y no tiene conexión por carretera con Longyearbyen. Esto dificultó que el gobernador brindara información precisa y detallada. Los problemas se complicaron aún más por informes erróneos en los medios rusos de que hubo cinco sobrevivientes. La cabina del gobernador en Barentsburg estuvo tripulada durante el período posterior y se distribuyeron boletines con información actualizada en ruso. El accidente fue uno de los factores que llevaron a Arktikugol a abandonar Pyramiden en 1998.

## Investigación
Los acuerdos entre las autoridades noruegas y rusas se hicieron el 31 de agosto, en los que Noruega asumió la responsabilidad total de la recuperación y la investigación, pero se aceptó la ayuda rusa. Para permitir el acceso de los trabajadores rusos desde la mañana del 1 de septiembre, se permitió a la tripulación volar y establecer un campamento base, pero no se debía trabajar hasta que llegaran los supervisores noruegos por la mañana. Sin embargo, se observó a dos personas en el naufragio alrededor de las 20:00 CEST, quienes fueron llevadas a las oficinas del gobernador para ser interrogadas. Como ambos eran miembros del equipo ruso, se decidió que la base sería disuelta.
Todavía había niebla en la meseta el 1 de septiembre, pero a las 15:00 CEST era posible llevar un equipo allí en helicóptero. Debido a que la niebla se mantuvo, el equipo retuvo el trabajo hasta las 03:00 CEST de la noche. En los días siguientes, la niebla se disipó, lo que facilitó el trabajo y el transporte. Para el 5 de septiembre, se habían recuperado todos los cuerpos y se podía terminar el trabajo en la meseta. La recuperación en el valle se completó dos días después. El accidente provocó que unos 40 periodistas se quedaran en Svalbard para cubrir la historia. Los costos de la autoridad noruega relacionados con la investigación y otras actividades relacionadas con el accidente se estimaron en 30 millones de coronas noruegas (NOK).
Toda la identificación de personas se realizó en Tromsø, como una cooperación entre el Distrito de Policía de Troms, el Servicio Nacional de Investigación Criminal y el Hospital Universitario del Norte de Noruega. Para el 18 de septiembre, todas las personas habían sido identificadas y los cuerpos fueron transportados a Rusia y Ucrania el 20 de septiembre después de un breve memorial en Tromsøhallen. Se realizó una autopsia a todos los miembros de la tripulación, sin encontrar anomalías.
La responsabilidad oficial de investigar el incidente recaía en la Junta de Investigación de Accidentes Aéreos / Noruega (AAIB / N), aunque la investigación y el informe fueron una estrecha cooperación con el Comité Interestatal de Aviación y, en menor medida, la Agencia Federal de Transporte Aéreo. AAIB / N tenía la responsabilidad principal de las investigaciones en el lugar del accidente, la cooperación con la policía noruega y la Administración de Aviación Civil de Noruega y la redacción del informe. IAC fue responsable de manejar las investigaciones en Rusia, la lectura de la grabadora de voz de cabina, la grabadora de datos de vuelo, la relación con Vnukovo Airlines y un vuelo de prueba. Ambas agencias acordaron que el inglés sería el idioma del informe final; El inglés es uno de los idiomas de la OACI

### Informe final
La investigación oficial concluyó que el vuelo, considerado como un vuelo controlado al terreno, fue causado por errores del piloto y que no hubo fallas en la aeronave. Los factores que contribuyeron al accidente fueron la falta de un procedimiento para la aproximación del localizador de compensación para establecer el rumbo de aproximación en los HSI. Por lo tanto, ambos HSI se configuraron incorrectamente, lo que junto con el indicador de desviación de rumbo insinuó que el avión volaba hacia la izquierda y necesitaba ajustar el rumbo hacia la derecha. Debido a que estaba en una situación de estrés, el navegador puso el GPS en el modo incorrecto. Tampoco tuvo tiempo suficiente para volver a revisar su trabajo, lo que permitió que ocurrieran errores, y su trabajo no fue monitoreado por los pilotos. Como el navegante estaba sobrecargado de trabajo, no era apropiado que el primer oficial le transfiriera la responsabilidad del control lateral
El controlador aéreo AFIS tiene un papel diferente en Noruega que en Rusia, y la tripulación no sabía que se les estaba dando información y consejos, en lugar de órdenes. La comunicación con AFIS quedó con el navegante, lo que es un incumplimiento de las normas. La comunicación entre el control aéreo y la tripulación fue problemática, ya que la tripulación carecía de suficientes conocimientos de inglés. El piloto al mando tenía una gestión de recursos de tripulación insuficiente. Después de que la tripulación decidió realizar la aproximación a la Pista 28, no se logró una nueva sesión informativa de aproximación. La aeronave sobrepasó la línea central de aproximación al girar hacia adentro, porque no intentaron interceptar la pista de salida de Advent. La tripulación mostró una falta de conocimiento de la situación debido a su incertidumbre de la posición de la aeronave en relación con LLZ 28, causada por las indicaciones en los HSI
La conciencia de la situación también se redujo porque los pilotos no tenían un gráfico frente a ellos en todo momento. La tripulación no sabía que podían verificar la ubicación de la aeronave en relación con la línea central con un VDF (radiogoniómetro VHF). La tripulación probablemente puso demasiado énfasis en las indicaciones mostradas por el GPS. La aeronave descendió a un terreno montañoso sin control sobre la navegación lateral. A pesar de la incertidumbre y el desacuerdo en el grupo, la aproximación no se abandonó, ya que la aeronave debería haber subido a una altitud segura mientras se resolvía el problema.

## Consecuencias

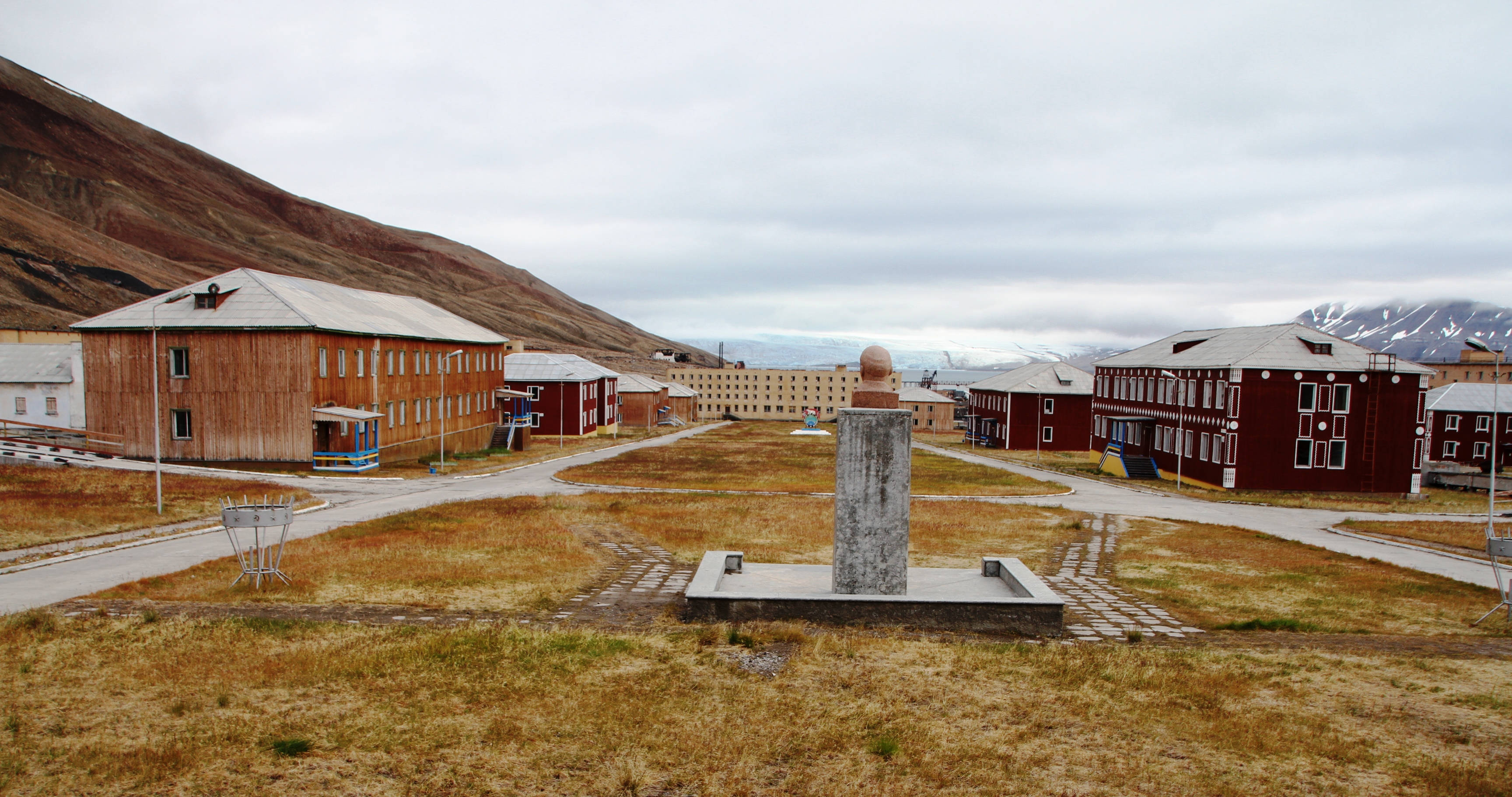
El accidente fue una de las causas que contribuyeron al cierre de Pyramiden por Arktikugol dos años después. Pyramiden se cerró en 1998 y desde entonces ha permanecido en gran parte abandonada con la mayor parte de su infraestructura y edificios aún en su lugar.

El 20 de septiembre, los familiares supervivientes de cada fallecido recibieron 2 millones de rublos rusos (unos 40.000 dólares estadounidenses) por cada persona que falleciera en el accidente. Los familiares ucranianos declararon a los medios noruegos que no habían recibido información sobre la causa y otras cuestiones relacionadas con el accidente. En ese momento, Ucrania estaba experimentando un desempleo muy alto, y Arktikugol ofrecía salarios muchas veces superiores a los que se ofrecían entonces en Ucrania continental. Muchos mineros no solo tenían que mantener a su familia inmediata, sino también a sus parientes. Vnukovo Airlines declaró en la televisión ucraniana que los familiares recibirían 20.000 dólares por persona fallecida. Aproximadamente un año después del accidente, a todos los familiares se les ofreció US $ 20.000, pero alrededor de dos tercios de ellos optaron por no aceptar la cantidad y, en cambio, iniciaron un proceso para demandar a la compañía de seguros. Su abogado, Gunnar Nerdrum, declaró que de acuerdo con las leyes noruegas y rusas, podrían exigir al menos 140.000 dólares.
En febrero de 1998, el Ministerio de Justicia de Noruega declaró que los familiares no tenían derecho a una indemnización por accidentes de trabajo del Seguro Nacional de Noruega. Debido al Tratado de Svalbard, el archipiélago es una zona económica franca y Arktikugol está exento de pagar el seguro social, por lo que sus empleados no tenían derecho a las prestaciones noruegas. Si este hubiera sido el caso, las viudas habrían recibido alrededor de 600.000 NOK por trabajador. Para 1998, algunos de los familiares habían aceptado la compensación de 20.000 dólares estadounidenses, mientras que el resto planeaba demandar tanto a la compañía de seguros de la aerolínea como a Arktikugol. Entre las cuestiones del caso, que tuvo lugar en el Tribunal de Distrito de Nord-Troms, era si el accidente debía considerarse un accidente de trabajo y, por lo tanto, dar lugar a una indemnización por lesiones de la empresa minera. En noviembre, se decidió que los ucranianos necesitaban hacer una garantía de NOK 2,5 millones para ejecutar el caso, que no podían permitirse. Por tanto, no tuvieron más alternativa que aceptar la propuesta de la compañía de seguros. En junio de 1999, las partes acordaron un acuerdo, en el que la compensación no se reveló al público. Más tarde se reveló que el acuerdo era aproximadamente tres veces mayor que la oferta inicial de la compañía de seguros. En 1999, el Ministerio de Relaciones Exteriores de Noruega estableció una beca para ayudar a los niños que perdieron a un padre en el accidente a cursar la educación secundaria y terciaria.

## Galería

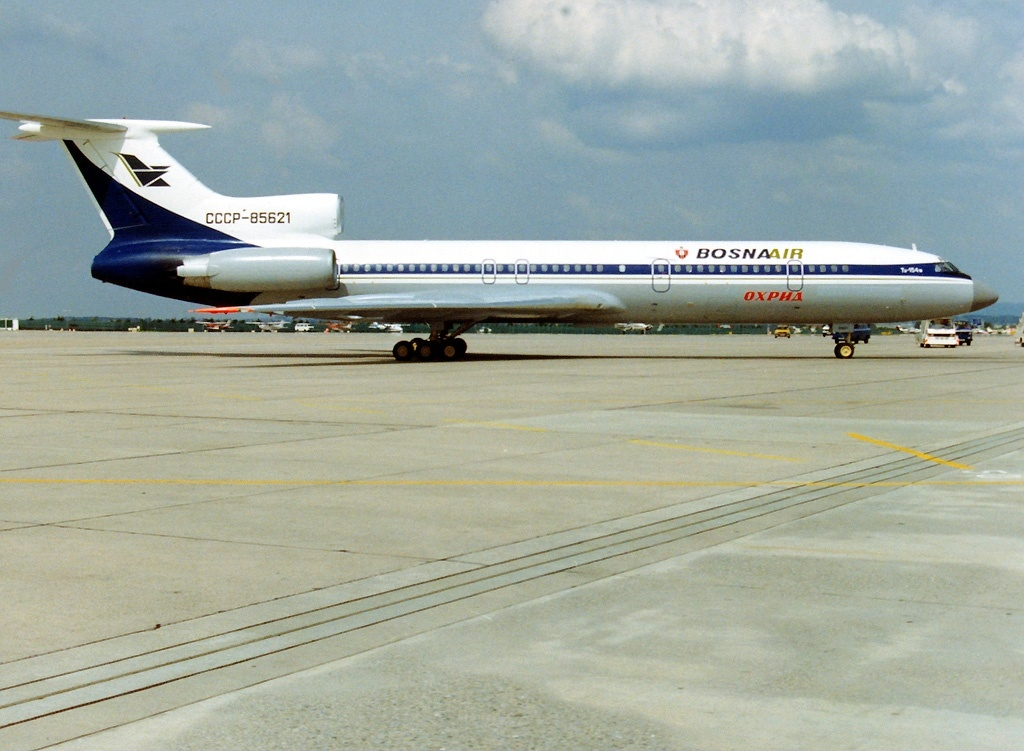
El avión involucrado en el accidente en junio de 1992.
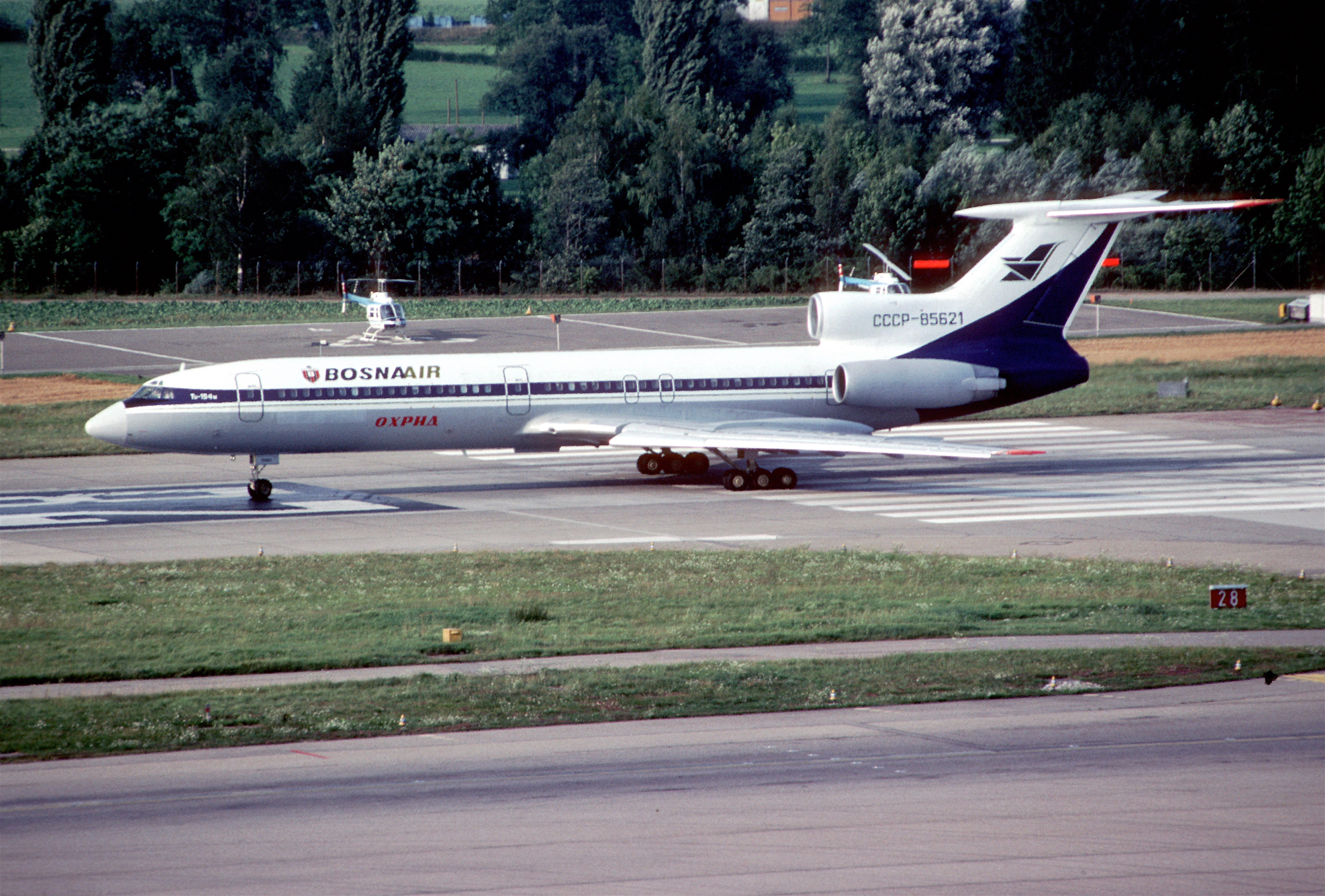
El avión involucrado en el accidente en agosto de 1992, fotografiado con su operador BosnaAir y con su registro anterior.
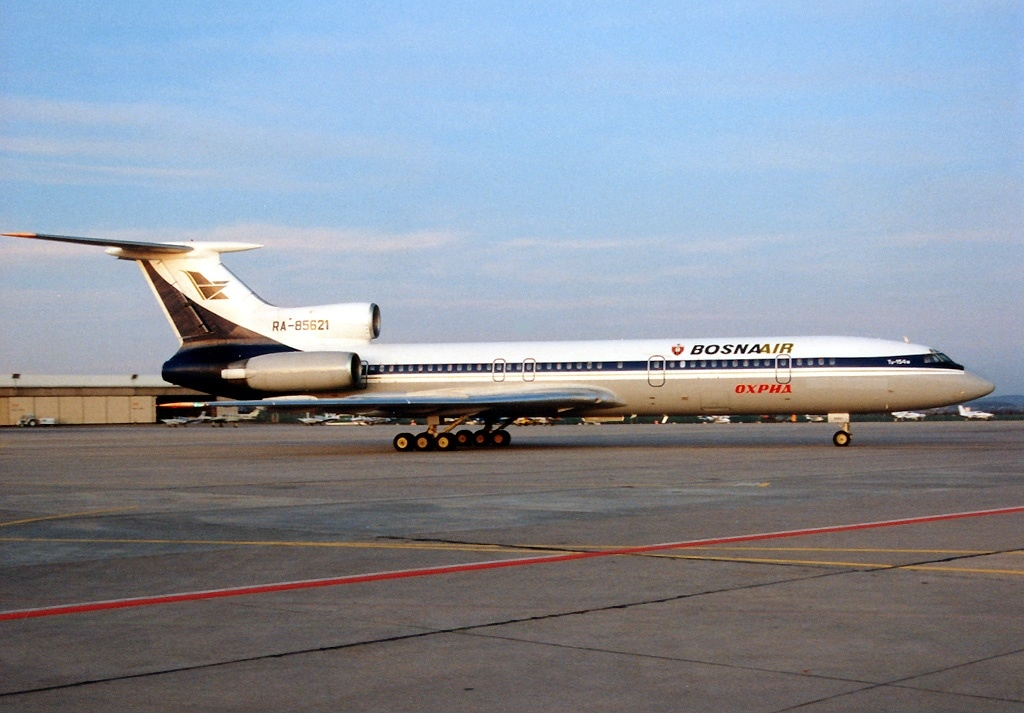
El avión involucrado en el accidente en enero de 1993, fotografiado con su nuevo registro.